# Язов, Илья Анатольевич
Илья Анатольевич Язов (1 марта 1967, Москва) — российский рок-музыкант, поэт, композитор, саунд-продюсер, основатель групп Оле Лукое Москва (OLM), «Токио».
В 1984 г., ещё в школе № 376 г. Москвы организовывает свою первую группу «Цветные сны» затем в 1987 г. группа меняет название на «Оле Лукойе» или «Оле Лукое», в дальнейшем Оле Лукое Москва или ОЛМ.
В 2001 году вместе с Ярославом Малым создал группу «Токио».
Продюсер проектов Подводные Диверсанты, Катапульта.

## Биография
Родился 1 марта 1967 года в Москве.

### Группа Оле Лукое Москва (ОLM)
1й и главный проект Ильи берущий своё начало в группе «Цветные сны» организованную Ильёй в 1984 г. но затем в 1987 г. название меняется на «Оле Лукойе» или «Оле Лукое», в дальнейшем Оле Лукое Москва или ОЛМ. Основали группу Арсен Крылов, Макс Богоявленский, Сергей Павленко и Илья Язов JazzOFF. Первое признание и приз «Оле Лукое» получили в 1984 г. на фестивале школьных ансамблей города и сразу были отмечены в прессе.
- В 1984 г. Ильёй Язовым основана группа «Цветные сны», с 1987 г. группа переименовывается в «Оле Лукойе» или «Оле Лукое».
- В 1991 г. композиция «Пепел» попадает сначала в хит-парад «М-радио», а затем на долгие годы попадает в постоянную ротацию.
- В 1992 г. оператор Влад Опельянц (Лето и другие фильмы) снимает клип на песню «Пепел».

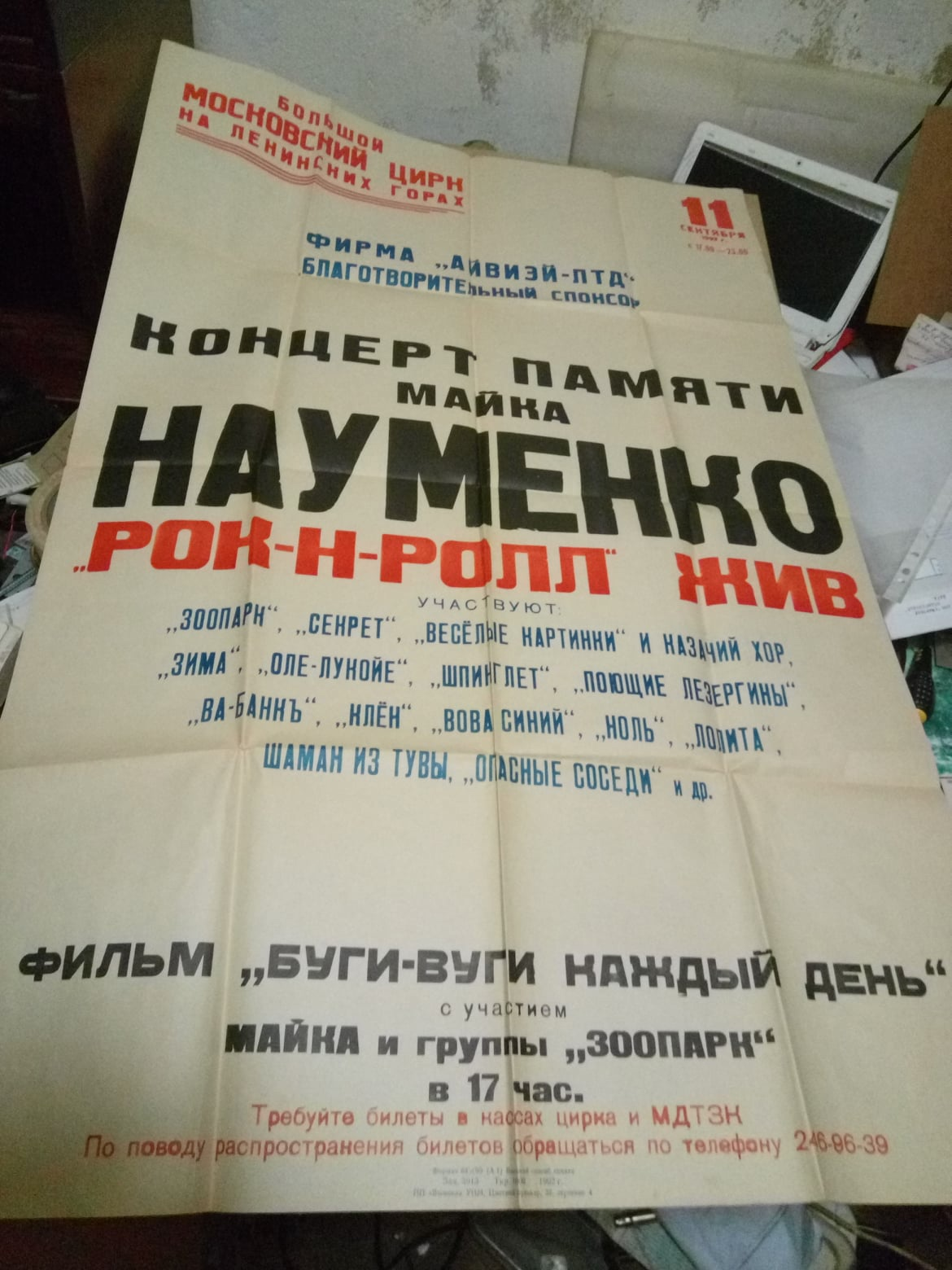
Афиша концерта памяти Майка Науменко "Рок-н-ролл жив"

- Афиша концерта памяти Майка Науменко "Рок-н-ролл жив"В 1992 г. группа успешно выступает на концерте в Цирке на Ленинских горах памяти Майка Науменко и принимает участие в будущем трибьюте.
- В 1993 г. издаётся на пластинке памяти Майка Науменко «Рок-н-ролл жив» с песней «Страх в твоих глазах».
- В 1993 г. в группу приходит бас гитарист Игорь Шумилов. В 1994 г. записывается альбом «КРЕДО». Теперь стиль группы, это драйвовый танцевальный пост-панк с плотным оригинальным саундом. Свой стиль группа называет «Acid punk».
- В 1995 г. Влад Опельянц (Art Pictures) снимает ролик на песню «Солнечный остров», клип попадает в ротацию на O2 ТВ и удостаивается множества наград.
- В 1994 г. спецприз фестиваля «Поколение 94».
- В 1995 г. группа меняет название на «OLM» или Оле Лукое Москва. Это вынужденное решение было вызвано неожиданным появлением группы с названием «Оле Лукойе» из Петербурга[1].
- В 1996 г. группа на время распалась. Илья Язов продолжает работу в группе «Токио» и пишет саундтрек к фильму «Одиссея 1989» (Умняк)" и другим.

История с питерскими двойниками
Когда парни из ОЛМ узнали о существовании питерской команды с таким же названием это был шок. Были идеи даже переименовать группу несмотря на то, что ОЛМ занимали 8 позицию в хит параде радиостанции SNC(самой продвинутой станцией в то время). В итоге было принято решение убрать из названия «Й».
Дискография Оле Лукое Москва
- 1989 г. Пепел
- 1990 г. EP «Унмадаянти»
- 1992 г. альбом «Танцы железных дорог»
- 1993 г. сингл «Страх в твоих глазах» памяти Майка Науменко.
- 1993 г. Dance Meditation
- 1995 г. Кредо
- 1997 г. Сюр-Приз
- 1998 г. Подводные Диверсанты
- 2013 г. Сингл «Lascia ch’io pianga» I.R.M.A., OLM
- 2018 г. Синглы «Королева Клерков», «Белка» («Союз»)
- 2021 г. Другое солнце

Видео группы Оле Лукое Москва (ОLM
- Оле Лукое Москва (ОLM) — Солнечный остров — 4k — официальное музыкальное видео — Режиссёр и оператор Опельянц, Владислав Юрьевич,  Александр Малков (продюсер).
- OLM (Оле Лукое Москва) — саундчек перед концертом в клубе «Не Бей Копытом». Состав: Илья Язов (Илья Язов (вокал, синтезаторы, грувбокс), Сергей Зимаков (гитара), Максим Богоявленский (гитара), Игорь Шумилов (басс-гитара), Ник Артамонов (звукорежиссёр), Александр Малков (продюсер). Съёмки в клубе «Не бей копытом». Нарезка из песен входящих в альбом «Кредо» 1995

#### Другие проекты участников Оле Лукое Москва (ОLM)
«Подводные диверсанты»
Проект «Подводные диверсанты» 1996—98 г. стал логическим продолжением группы Оле Лукое и записывает несколько электронных альбомов, в том числе с Максом Фофаном и Станиславом Пшеничниковым (EDF, Мишень).
Проект Катапульта 1998 г.
Люда Ракета — вокал; Илья Язов — электроника; Макс Богоявленский — гитара; Макс Хоруженко (Фофан) — барабаны.

### Группа «Токио»
Группа Тokio организована в 2002 году Ильёй Язовым так же придумавшим название для коллектива, Ярославом Малым и Демьяном Курченко. Затем к коллективу присоединился гитарист группы "Оле Лукое Москва (OLM) Максим Богоявленский.
Илья является соавтором всех песен в альбоме «Токио»,Альбом группы «Токио» «Пульс 200» был написан Ильёй Язовым и Ярославом Малым в течение 2-х недель на море под Анапой когда Илья гостил с Ярославом у его родителей.
Несколько песен «Небесный океан», «Принцесса» и «Ангел» не вошли в альбом, так как Илья не смог договориться с Ярославом из за финансовых проблем.
Дискография «Токио»
1. Токио
2. Пульс 200

Видео группы Токио с Ильёй Язовым
- ТОКИО-«Сердце»

## Работа в кино
С Ильёй Хотиненко Илья Язов познакомился когда работал над фильмом Александра Шейна «Смеситель», где их познакомил Сергей Члиянц (продюсер фильмов Смеситель и Одиссея 1989), в результате они создали целую серию фильмов и сериалов.

### Фильмография
1. 2002 — Смеситель
2. 2002 — Одиссея 1989
3. 2005 — Зови меня Джинн
4. 2008 — Калейдоскоп
5. 2009 — Ясновидящая
6. 2011 — Важняк
7. 2014 — Поиски улик (сериал 2014)

С Ильёй Хотиненко Илья Язов познакомился когда работал над фильмом Александра Шейна «Смеситель», них познакомил Сергей Члиянц и после этого они создали целую серию фильмов и сериалов.

8. 2015 — Капкан для звезды (мини-сериал)

## Социальные сети и музыкальные платформы
- Канал Ilia Jazzoff
- Канал OLM Оле Лукое Москва